# Корифи (дем Горуша)
Вижте пояснителната страница за други значения на Корифи.
Корифи или Бурша (на гръцки: Κορυφή, до 1927 година: Μπόρσα, Борса) е село в Егейска Македония, Република Гърция, дем Горуша (Войо), област Западна Македония.

## География
Селото е разположено на 920 m надморска височина, в областта Населица на около 25 километра югозападно от град Неаполи (Ляпчища) и на около 15 километра югозападно от Цотили.

## История

### В Османската империя
В края на XIX век Бурша е гръцко село в южния край на Населишка каза на Османската империя. Александър Синве („Les Grecs de l’Empire Ottoman. Etude Statistique et Ethnographique“), който се основава на гръцки данни, в 1878 година пише, че в Борсия (Borsia), Сисанийска епархия, живеят 720 гърци.
Според Васил Кънчов в 1900 година в Бурша живеят 400 гърци християни.
На Етнографската карта на Битолския вилает на Картографския институт в София от 1901 година Бурша е чисто гръцко село в казата Населица на Серфидженския санджак с 83 къщи.
Според статистика на Серфидженския санджак на гръцкото консулство в Еласона от 1904 година в Борса (Μπόρσα), Населишка каза, живеят 470 гърци елинофони християни.
По данни на секретаря на Българската екзархия Димитър Мишев Бурша (Bourcha) е под върховенството на Цариградската патриаршия и в него има 415 гърци патриаршисти.

### В Гърция
През Балканската война в 1912 година в селото влизат гръцки части и след Междусъюзническата в 1913 година Бурша остава в Гърция.
През 1913 година при първото преброяване от новата власт в Μπόρσια са регистрирани 577 жители.
В 1927 година името на селото е сменено на Корифи.
Населението традиционно произвежда жито, картофи, тютюн и други земеделски продукти, като се занимава и със скотовъдство.
Църквата „Свети Атанасий“ в местността Палиокастро е най-стара в селото.
В 1971 година на хълма Вигла е построен параклисът „Свети Илия“.
Гробищният храм „Свети Георги“ първоначално е построен в 1857 година от майстор Николаос Анагносту от Либохово. Тази църква е разрушена в 1951 година, за да бъде построена нова, по-малка. Иконите от старата са пренесени в новата.
| Име  | Име    | Ново име   | Ново име    | Описание                 |
| ---- | ------ | ---------- | ----------- | ------------------------ |
| Бара | Μπάρα  | Вурла      | Βούρλα      | местност на СЗ от Корифи |
| Баба | Μπαμπα | Кацанорема | Καστανόρεμα | река на И от Корифи      |

| Година    | 1913 | 1920 | 1928 | 1940 | 1951 | 1961 | 1971 | 1981 | 1991 | 2001 | 2011 | 2021 |
| --------- | ---- | ---- | ---- | ---- | ---- | ---- | ---- | ---- | ---- | ---- | ---- | ---- |
| Население | 577  | 479  | 498  | 469  | 416  | 338  | 207  | 195  | 208  | 108  | 70   | 65   |